# Infinita (álbum de Perico Sambeat y Javier Vercher)
Infinita es el nombre del decimoctavo álbum del saxofonista de jazz Perico Sambeat. Está interpretado por un cuarteto liderado conjuntamente por el propio Perico Sambeat y el también saxofonista Javier Vercher. El cuarteto se completa con el contrabajista Edward Perez y el baterista y percusionista Eric McPherson. Fue lanzado al mercado en el año 2009 por el sello Fresh Sound.

## Lista de composiciones[Nota 1]
1. "Infinita" (Perico Sambeat) - 7:17
2. "Puerto Príncipe" (Javier Vercher) - 6:50
3. "Pacífico" (Perico Sambeat) - 5:52
4. "Pollock" (Perico Sambeat) - 8:29
5. "Yoruba" (Perico Sambeat) - 6:29
6. "Short Cut" (Perico Sambeat) - 6:59
7. "Minas de cobre" (Javier Vercher) - 6:58

## Intérpretes
- Perico Sambeat: saxofón alto
- Javier Vercher: saxofón tenor
- Edward Perez: contrabajo
- Eric McPherson: batería y percusión

## Créditos de producción
- Producción artística: Javier Vercher y Perico Sambeat
- Producción ejecutiva: Jordi Pujol
- Grabado en los estudios Acoustic Sound de Brooklyn (New York) por Michael Brorby en abril de 2007
- Mezclado y masterizado por Michael Perez-Cisneros
- Diseño y fotografía: Javier Vercher